# Bartlettina hemisphaerica
Bartlettina hemisphaerica là một loài thực vật có hoa trong họ Cúc. Loài này được (DC.) R.M.King & H.Rob. mô tả khoa học đầu tiên năm 1971.